# Epson L100
Epson L100 — один из первых на мировом рынке струйных принтеров без картриджей, со встроенной системой подачи чернил. Официальный анонс Epson L100 появился на сайте российского представительства Epson 13 сентября 2011 года.

## Особенности
Epson L100 можно заправлять только фирменными водрастворимыми чернилами Epson, которые распространяются в специальных ёмкостях (каждая из 4 ёмкостей содержит 70 мл чернил). Во время заправки необходимо ввести 13-значный ID-номер каждой ёмкости в специальную форму в фирменной утилите Epson.
Гарантия производителя составляет 6 месяцев или 6000 отпечатков (в зависимости от того, что наступит раньше).

## Технические характеристики
| Технология печати             | струйная пьезоэлектрическая Epson |
| Печатающая головка            | Epson Micro Piezo                 |
| Разрешение печати             | до 5760х1440 dpi                  |
| Объём чернильной капли        | до 4 пл                           |
| Количество цветов             | 4 (CMYK)                          |
| Требования к формату носителя | до А4                             |
| Требования к плотности бумаги | 64-300 г/м2                       |
| Вместительность лотка подачи  | до 100 листов офисной бумаги      |
| Требования к ОС               | Linux, MacOSX, Windows            |
| Интерфейсы                    | USB 2.0                           |
| Габариты (ШхВхГ)              | 487x228x135 мм                    |
| Вес                           | 2,8 кг                            |

## Интересные факты
- На сегодняшний день на мировом рынке есть семь струйных принтеров со встроенной производителем системой подачи чернил: Epson L100, Epson L110, Epson L120, Epson L200, Epson L210, Epson L300 и Epson L800.

## Похожие модели
- Epson Stylus S22